# Paysage internet français
Le paysage internet français (PIF) est l'homologue pour Internet du PAF télévisuel. C'est, à un moment donné, l'aspect général qui ressort des contenus Internet en France et des moyens d'y accéder.